# Edificio del 133 East 80th Street
El Edificio del 133 de la calle 80 Este  es un edificio histórico ubicado en Nueva York, Nueva York. El Edificio del 133 East 80th Street se encuentra inscrito  en el Registro Nacional de Lugares Históricos desde el 16 de agosto de 2010. 

## Ubicación
El Edificio del 133 East 80th Street se encuentra dentro del condado de Nueva York en las coordenadas 40°46′33″N 73°57′31″O / 40.775833, -73.958611.